# Saint-Genis-Laval

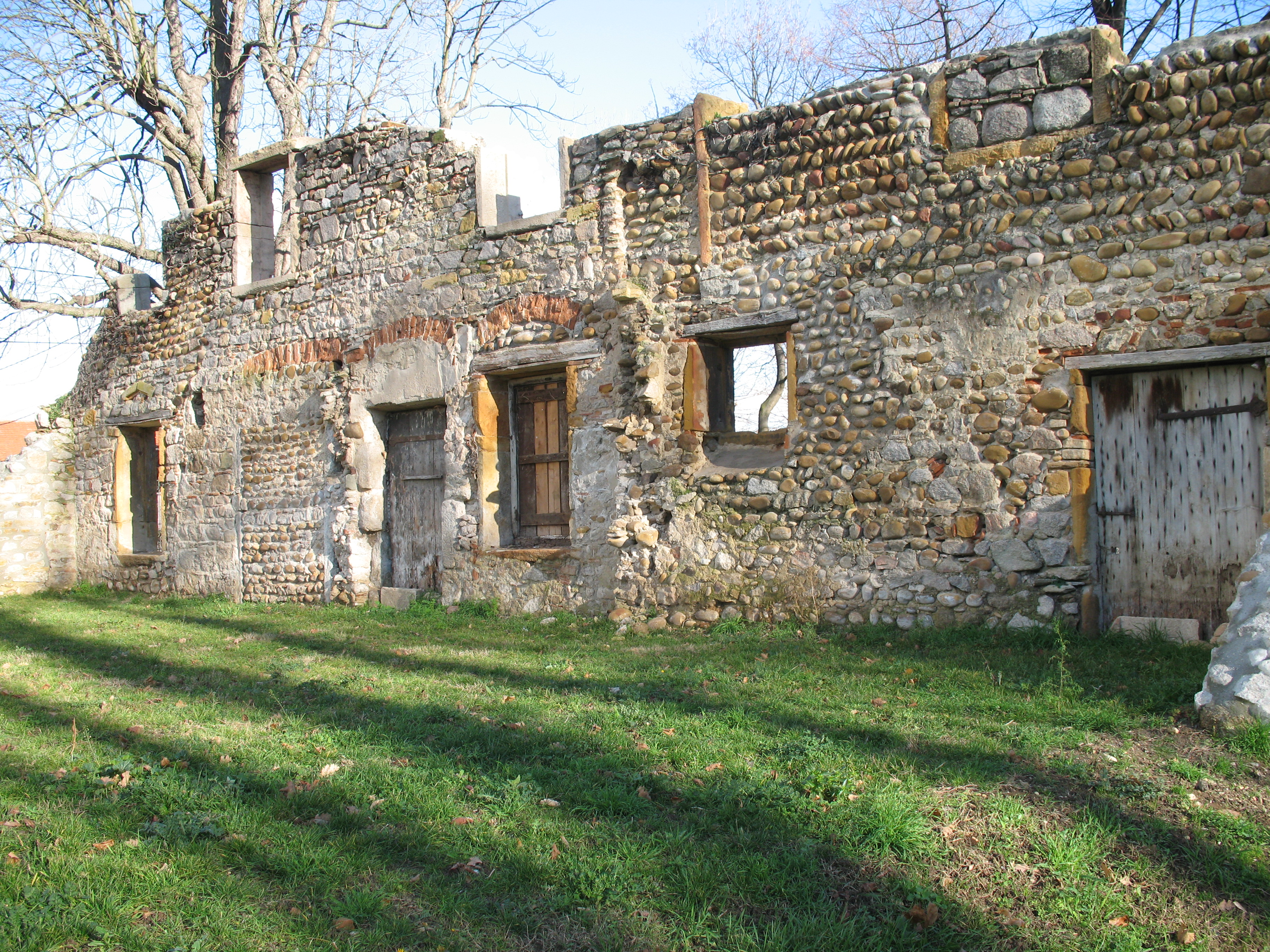
Ruiny zamku Beauregard w Gminie Saint-Genis-Laval, 2009

Saint-Genis-Laval – miejscowość i gmina we Francji, w regionie Owernia-Rodan-Alpy, w departamencie Rodan. Nazwa miejscowości pochodzi od imienia św. Genezjusza.
Według danych na rok 1990 gminę zamieszkiwały 18 782 osoby, a gęstość zaludnienia wynosiła 1454 os./km² (wśród 2880 gmin regionu Rodan-Alpy Saint-Genis-Laval plasuje się na 35. miejscu pod względem liczby ludności, natomiast pod względem powierzchni na miejscu 911.).

## Miasta partnerskie
- Cirencester